# Otakar Kodeš
Otakar Kodeš (3. června 1904 ve Vídni – 22. září 1938 v Heřmanicích) byl český učitel a vlastenec, zabitý německými ordnery v období před uzavřením Mnichovské dohody.

## Životopis
Narodil se českým rodičům Bohuslavu Kodešovi a jeho manželce Kristýně ve Vídni v místním VII. okrese. V něm se soustředily české rodiny. Kodešovi se vrátili do Čech a v roce 1910 se po narození mladšího syna Bohuslava usadili v obci Moravčice, východně od Jičína. Otec Bohuslav Kodeš byl pekařem (při sčítání obyvatelstva v roce 1921 uveden bez zaměstnání).
Otakar Kodeš chodil do reálky v Jičíně. Po jejím ukončení studoval na místním učitelském ústavu a získal profesní kvalifikaci učitele. Vyučoval následně na několika školách v československém vnitrozemí, až roku 1928 přešel do Frýdlantského výběžku. Působil přímo ve Frýdlantě na místní státní obecné škole. Když však složil odborné zkoušky v Hradci Králové, mohl začít vyučovat přírodopis, fyziku a kreslení na frýdlantské české státní měšťanské škole. Během svého působení ve Frýdlantě také vstoupil do svazku manželského se Stanislavou Maršovou pocházející z Domažlic, učitelkou frýdlantské obecné školy Své studenty Kodeš vyučoval vlasteneckému cítění a dával jim také lekce hry na housle. Organizoval také ochotnická divadelní představení a z jejich výtěžku podporoval nemajetné dělnické rodiny svých žáků.
V době, kdy se v Německu začal rozmáhat nacismus, pomáhal Kodeš s obranou své vlasti. Stal se pomocníkem jednotek Stráže obrany státu (SOS), hlídkoval na hranicích a sledoval činnost nacistů přecházejících z Československa do Německa. Dne 22. září 1938 vnikla ozbrojená skupina (jednotka Freikorpsu) z Německa přes státní hranici do Heřmanic a obsadila část obce. Ve Frýdlantě začaly kolovat zkreslené zprávy a vznikla panika, aby Němci neobsadili celý Frýdlantský výběžek. V podvečerních hodinách toho dne se proto Kodeš vypravil na bicyklu spolu s jiným frýdlantským občanem Pernerem situaci zkontrolovat. Když se dostali asi do poloviny Heřmanic, byli českou hlídkou SOS upozorněni, že není možné pokračovat v cestě dál, protože silnici střeží Němci. Kodeš s Pernerem se však nenechali odradit a postupovali dále. Šli pěšky příkopem, ale sotva ušli asi sto metrů, ozvala se střelba z pušek. Kodeš byl zasažen a padl k zemi. Pernera Němci povalili na zem a oba pak táhli po silnici ke strážnici u celnice na státní hranici. Mrtvé Kodešovo tělo přetáhli přes hranice do Německa a tam ho pohřbili v Reichenau (dnes polská Bogatynia) při vnější straně tamního hřbitova. Perner byl uvězněn v koncentračním táboře, kde zemřel.
Po konci války pátraly československé orgány po Kodešových vrazích. Z vraždy se podařilo usvědčit heřmanického Němce Maxe Freuhera, jenž byl následně lidovým soudem ve Frýdlantě (dle jiných zdrojů v Liberci) odsouzen k trestu smrti, který byl vykonán.

## Památky
Kodešovi byla v osmdesátých letech 20. století na frýdlantské škole, kde vyučoval, odhalena pamětní deska. Jiná deska je umístěna v Heřmanicích v blízkosti místa, kde byl postřelen. V těch místech je čedičová vyvřelina pojmenovaná Kodešova skála. Od roku 1997 je přírodní památkou. K 60. výročí smrti Otakara Kodeše byla ZŠ TGM z Frýdlantu vybudována mohyla na úpatí Kodešova vrchu u Heřmanic.